# 医療ドラマ
医療ドラマ（いりょうドラマ、Medical drama）は、医療環境を中心に展開されるテレビドラマの一ジャンル。
現在の医療ドラマは医療現場だけでなく、登場人物の私生活の諸相まで描写される（例えば典型的な医療ドラマは2人の医師が恋に落ちるという筋書きがある）。通信理論家のマーシャル・マクルーハンは1964年にメディアの性質について述べた際に、医療ドラマは大きな成功を収めると予想した。

## 各国の主な医療ドラマ一覧

### アメリカ合衆国
- シティ・ホスピタル（1951年 - 1953年）
- ザ・ドクター（1952年 - 1953年）
- メディック（1954年 - 1956年）
- キングス・ロー（1955年 - 1956年）
- ドクター・クリスチャン（1956年 - 1957年）
- 軍医さんは本日多忙（1959年 – 1962年）
- ベン・ケーシー（1961年 – 1966年）
- ドクター・キルデア（1961年 – 1966年）
- ジ・イレブンス・アワー（1962年 – 1964年）
- 看護婦物語（1962年 – 1965年）
- ザ・ドクターズ（1963年 – 1982年）
- ジェネラル・ホスピタル（1963年 – ）
- ザ・ナーセス（1965年 – 1967年）
- 外科医ギャノン（1969年 – 1976年）
- ドクター・ウェルビー（1969年 – 1976年）
- インターン（1970年 – 1971年）
- 天才少年ドギー・ハウザー（1989年 - 1993年）
- たどりつけばアラスカ（1990年 - 1995年）
- ドクタークイン 大西部の女医物語（1993年 - 1998年）
- ER緊急救命室（1994年 - 2009年）
- シカゴ・ホープ （1994年 - 2000年）
- チルドレンズホスピタル （2009年 -）
- 救命医ハンク セレブ診療ファイル（2009年） - ロイヤルペインズ
- Dr.HOUSE（2004年 – 2012年）
- グレイズ・アナトミー 恋の解剖学（2005年 – ）
- ナース・ジャッキー （2009年-）
- The Knick/ザ・ニック （2014年-2015年）
- ナイトシフト 真夜中の救命医 （2014年-2017年）

### 日本
- 暖流（1960年・1964年・1967年・1976年・2007年）
- 月よりの使者（1961年・1966年・1972年）
- 白い巨塔（1967年・1978年・1990年・2003年・2019年）
- 白い影（1973年・2001年）
- いのち（1986年）
- 京都かるがも病院（1986年 - 1987年）
- 看護婦アカデミー（1987年）
- 熱っぽいの!（1988年）
- 外科医有森冴子（1990年・1992年）
- いのちの現場から（1992年 - 2006年）
- 往診ドクター事件カルテ（1992年）
- 振り返れば奴がいる（1993年）
- ホテルドクター（1993年）
- 私の運命（1994年）
- 輝く季節の中で（1995年）
- 外科医柊又三郎（1995年・1996年）
- 輝く季節の中で（1995年）
- ナースのお仕事（1996年 - 1997年・2000年・2002年・2014年）
- 小児病棟・命の季節（1996年）
- 外科医・夏目三四郎（1998年）
- 救急ハート治療室（1999年）
- ザ・ドクター（1999年）
- 救命病棟24時（1999年・2001年・2002年・2005年・2009年・2010年・2013年）
- 女医 NOTHING LASTS FOREVER（1999年）
- ナースマン（2002年・2004年）
- ハンドク!!!（2002年）
- 真夜中の雨（2002年）
- ナイトホスピタル〜病気は眠らない〜(2002年)
- Dr.コトー診療所（2003年 - 2006年）
- ブラックジャックによろしく（2003年）
- 電池が切れるまで（2004年）
- 外科医 鳩村周五郎（2004年 - 2016年）
- Ns'あおい（2006年）
- 医龍-Team Medical Dragon-（2006年・2007年・2010年・2014年）
- チーム・バチスタシリーズ（2008年・2010年・2011年・2014年）
- コード・ブルー -ドクターヘリ緊急救命-（2008年 - 2010年・2017年）
- 風のガーデン（2008年）
- 小児救命（2008年）
- ギネ 産婦人科の女たち（2009年）
- ゴッドハンド輝（2009年）
- Tomorrow〜陽はまたのぼる〜（2008年）
- JIN-仁-（2009年・2011年）
- GM〜踊れドクター（2010年）
- 外科医 須磨久善（2010年）
- 獣医ドリトル（2010年）
- 最上の命医（2011年・2016年・2017年・2019年）
- ブルドクター（2011年）
- 悪女たちのメス（2011年・2012年）
- レジデント〜5人の研修医（2012年）
- サマーレスキュー〜天空の診療所〜（2012年）
- Dr.検事モロハシ（2012年・2014年）
- ドクターX〜外科医・大門未知子〜（2012年 - 2017年・2019年・2021年）
- 町医者ジャンボ!!（2013年）
- 事件救命医〜IMATの奇跡〜（2013年）
- ラストホープ（2013年）
- 海の上の診療所（2013年）
- DOCTORS〜最強の名医〜（2011年・2013年・2015年・2018年・2021年・2023年）
- Dr DMAT（2014年）
- 医師たちの恋愛事情（2015年）
- コウノドリ（2015年・2017年）
- フラジャイル　(2016年)
- ドクターカー (テレビドラマ)（2016年）
- メディカルチーム　レディ・ダ・ヴィンチの診断（2016年）
- ドクター調査班〜医療事故の闇を暴け〜（2016年）
- A LIFE～愛しき人～（2017年）
- アンナチュラル（2018年）
- ブラックペアン（2018年・2024年）
- グッド・ドクター（2018年）
- 僕とシッポと神楽坂(2018年)
- ラジエーションハウス～放射線科の診断レポート～（2019年・2021年）
- 白衣の戦士!（2019年）
- 監察医 朝顔（2019年 - 2021年）
- インハンド（2019年）
- 孤高のメス（2019年）
- サイン―法医学者 柚木貴志の事件―（2019年）
- 病院の治しかた〜ドクター有原の挑戦〜（2020年）
- 恋はつづくよどこまでも（2020年）
- アライブ がん専門医のカルテ（2020年）
- 病室で念仏を唱えないでください（2020年）
- トップナイフ（2020年）
- ディア・ペイシェント～絆のカルテ～（2020年）
- アンサング・シンデレラ 病院薬剤師の処方箋（2020年）
- にじいろカルテ（2021年）
- TOKYO MER〜走る緊急救命室〜（2021年・2023年）
- 泣くな研修医（2021年）
- ナイト・ドクター（2021年）
- ドクターホワイト（2022年）
- 逃亡医F（2022年）
- 赤いナースコール（2022年）
- PICU 小児集中治療室（2022年）
- 祈りのカルテ（2022年）
- ザ・トラベルナース（2022年・2024年）
- 大病院占拠（2023年）
- Get Ready!（2023年）
- リエゾン -こどものこころ診療所-（2023年）
- Dr.チョコレート（2023年）
- となりのナースエイド（2024年）
- ナースが婚活（2024年）
- 院内警察（2024年）
- グレイトギフト（2024年）
- お別れホスピタル（2024年）
- アンメット ある脳外科医の日記（2024年）
- 新宿野戦病院（2024年）
- マウンテンドクター（2024年）
- 放課後カルテ（2024年）
- まどか26歳、研修医やってます!（2025年）
- Dr.アシュラ（2025年）

### 韓国
- 白い巨塔（2007年）
- ニューハート（2007年）
- 済衆院（2010年）